# Мелетий II Охридски
Мелетий е православен духовник, охридски архиепископ през 1676-1677 година.

## Биография
От 1670 до 1674 година Мелетий е софийски митрополит. След отстраняването на узурпиралия охридската катедра Теофан през октомври 1676 година, той е избран за охридски архиепископ. През май 1677 година той започва Кодекса на Охридската архиепископия, но по-късно през същата година напуска архиепископския пост.
През 1680 година Мелетий заминава за Молдова и Украйна и се установява в град Нежин. През 1686 година пътува до Москва и се среща с един от царете на Русия. По-късно той е разпитван по донос на йерусалимския патриарх, според когото в Русия се намира изгонен охридски архиепископ, който неправомерно се представя за патриарх. Мелетий представя препоръки от няколко константинополски и александрийски патриарси, но властите му забраняват да се нарича патриарх. Умира на 31 януари 1697 година.